# William Francis Strudwick
William Francis Strudwick (* um 1765 bei Wilmington, Province of North Carolina; † 1812 in North Carolina) war ein US-amerikanischer Politiker. Zwischen 1796 und 1797 vertrat er den Bundesstaat North Carolina im US-Repräsentantenhaus.

## Werdegang
Das genaue Geburtsdatum von William Strudwick ist ebenso unbekannt wie sein genaues Sterbedatum und sein Sterbeort. Er wurde um das Jahr 1765 herum auf dem Anwesen „Stag Park“ in der Nähe von Wilmington geboren und erhielt nur eine eingeschränkte schulische Ausbildung. Später wurde er Farmer. Gleichzeitig begann er eine politische Laufbahn. Im Jahr 1789 war er Delegierter auf einer Versammlung zur Revision der Verfassung von North Carolina. In den Jahren 1792, 1793 und 1797 saß er im Staatssenat. Ende der 1790er Jahre schloss er sich der von Alexander Hamilton gegründeten Föderalistischen Partei an.
Nach dem Rücktritt des Abgeordneten Absalom Tatom wurde er bei der fälligen Nachwahl für den vierten Sitz von North Carolina als dessen Nachfolger in das US-Repräsentantenhaus gewählt, wo er am 28. November 1796 sein neues Mandat antrat. Bis zum 3. März 1797 beendete er die laufende Legislaturperiode im Kongress. Zwischen 1801 und 1803 war Strudwick Abgeordneter im Repräsentantenhaus von North Carolina. Er starb im Jahr 1812 und wurde auf seinem Anwesen „Hawfields“ im Orange County beigesetzt.